# 洮州厅
洮州厅，清代设置的厅。
乾隆十三年（1748年）改洮州卫置，治所在今甘肃省临潭县新城鎮。属巩昌府。设抚番同知。1913年4月改为临潭县。 